# Copa América
Copa América, nebo také Mistrovství Jižní Ameriky ve fotbale, je fotbalová soutěž národních týmů Jižní Ameriky pořádaná pod hlavičkou asociace CONMEBOL. Tato soutěž vznikla v roce 1916.

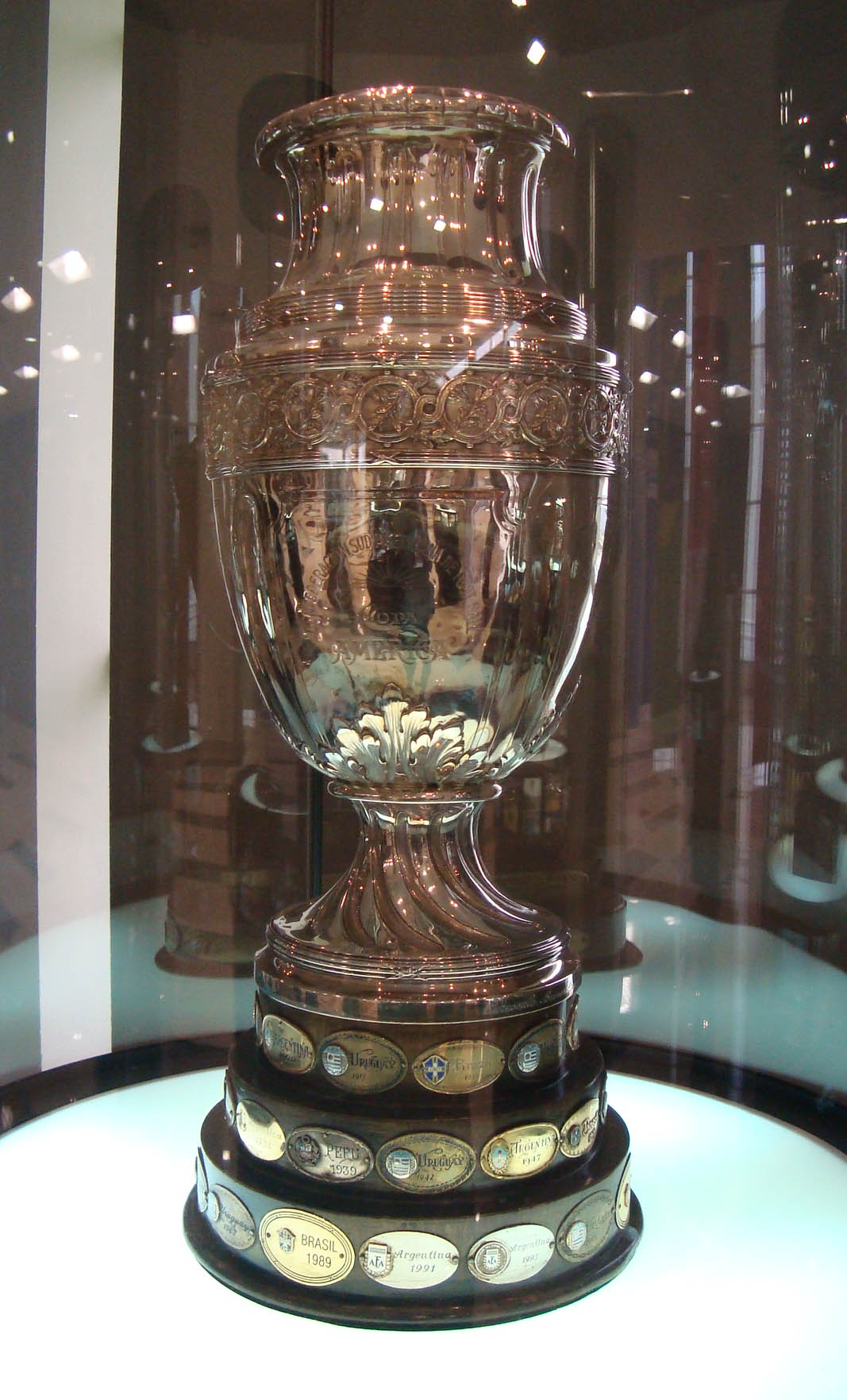
Trofej pro vítěze turnaje

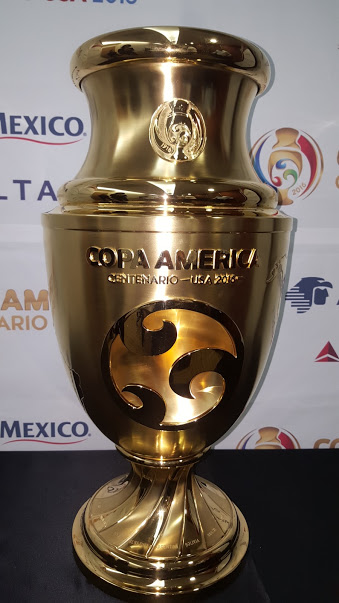
Speciální trofej pro vítěze turnaje roku 2016

## Formát
Turnaje se automaticky účastní všech 10 členských zemí zóny CONMEBOL a navíc dva přizvané týmy vybrané pořadatelem. Na turnaj se tudíž nehraje žádná kvalifikace. Dvanáct týmů je rozlosováno do tří základních skupin po čtyřech. Do čtvrtfinále play off postupují z každé skupiny první dva týmy. Navíc je sestaven žebříček celků na třetích místech, z něhož do čtvrtfinále postoupí první dva.

## Výsledky jednotlivých ročníků
| Mistrovství Jižní Ameriky ve fotbale | Mistrovství Jižní Ameriky ve fotbale | Mistrovství Jižní Ameriky ve fotbale | Mistrovství Jižní Ameriky ve fotbale | Mistrovství Jižní Ameriky ve fotbale | Mistrovství Jižní Ameriky ve fotbale | Mistrovství Jižní Ameriky ve fotbale |
| Ročník                               | Hostitel                             |                                      | Konečné skupinové pořadí             | Konečné skupinové pořadí             | Konečné skupinové pořadí             | Konečné skupinové pořadí             |
| Ročník                               | Hostitel                             | Vítěz                                | 2. místo                             | 3. místo                             | 4. místo                             |                                      |
| ------------------------------------ | ------------------------------------ | ------------------------------------ | ------------------------------------ | ------------------------------------ | ------------------------------------ | ------------------------------------ |
| 1916 Detaily (3)                     | Argentina                            | Uruguay                              | Argentina                            | Brazílie                             | Chile                                |                                      |
| 1917 Detaily                         | Uruguay                              | Uruguay                              | Argentina                            | Brazílie                             | Chile                                |                                      |
| 1919 Detaily                         | Brazílie                             | Brazílie                             | Uruguay                              | Argentina                            | Chile                                |                                      |
| 1920 Detaily                         | Chile                                | Uruguay                              | Argentina                            | Brazílie                             | Chile                                |                                      |
| 1921 Detaily                         | Argentina                            | Argentina                            | Brazílie                             | Uruguay                              | Paraguay                             |                                      |
| 1922 Detaily                         | Brazílie                             | Brazílie                             | Paraguay                             | Uruguay                              | Argentina                            |                                      |
| 1923 Detaily                         | Uruguay                              | Uruguay                              | Argentina                            | Paraguay                             | Brazílie                             |                                      |
| 1924 Detaily                         | Uruguay                              | Uruguay                              | Argentina                            | Paraguay                             | Chile                                |                                      |
| 1925 Detaily (1)                     | Argentina                            | Argentina                            | Brazílie                             | Paraguay                             | n/a                                  |                                      |
| 1926 Detaily                         | Chile                                | Uruguay                              | Argentina                            | Chile                                | Paraguay                             |                                      |
| 1927 Detaily                         | Peru                                 | Argentina                            | Uruguay                              | Peru                                 | Bolívie                              |                                      |
| 1929 Detaily                         | Argentina                            | Argentina                            | Paraguay                             | Uruguay                              | Peru                                 |                                      |
| 1935 Detaily (4)                     | Peru                                 | Uruguay                              | Argentina                            | Peru                                 | Chile                                |                                      |
| 1937 Detaily                         | Argentina                            | Argentina                            | Brazílie                             | Uruguay                              | Paraguay                             |                                      |
| 1939 Detaily                         | Peru                                 | Peru                                 | Uruguay                              | Paraguay                             | Chile                                |                                      |
| 1941 Detaily (4)                     | Chile                                | Argentina                            | Uruguay                              | Chile                                | Peru                                 |                                      |
| 1942 Detaily                         | Uruguay                              | Uruguay                              | Argentina                            | Brazílie                             | Paraguay                             |                                      |
| 1945 Detaily (4)                     | Chile                                | Argentina                            | Brazílie                             | Chile                                | Uruguay                              |                                      |
| 1946 Detaily (4)                     | Argentina                            | Argentina                            | Brazílie                             | Paraguay                             | Uruguay                              |                                      |
| 1947 Detaily                         | Ekvádor                              | Argentina                            | Paraguay                             | Uruguay                              | Chile                                |                                      |
| 1949 Detaily                         | Brazílie                             | Brazílie                             | Paraguay                             | Peru                                 | Bolívie                              |                                      |
| 1953 Detaily                         | Peru                                 | Paraguay                             | Brazílie                             | Uruguay                              | Chile                                |                                      |
| 1955 Detaily                         | Chile                                | Argentina                            | Chile                                | Peru                                 | Uruguay                              |                                      |
| 1956 Detaily (4)                     | Uruguay                              | Uruguay                              | Chile                                | Argentina                            | Brazílie                             |                                      |
| 1957 Detaily                         | Peru                                 | Argentina                            | Brazílie                             | Uruguay                              | Peru                                 |                                      |
| 1959 Detaily                         | Argentina                            | Argentina                            | Brazílie                             | Paraguay                             | Peru                                 |                                      |
| 1959 Detaily (4)                     | Ekvádor                              | Uruguay                              | Argentina                            | Brazílie                             | Ekvádor                              |                                      |
| 1963 Detaily                         | Bolívie                              | Bolívie                              | Paraguay                             | Argentina                            | Brazílie                             |                                      |
| 1967 Detaily                         | Uruguay                              | Uruguay                              | Argentina                            | Chile                                | Paraguay                             |                                      |

| Copa América | Copa América           | Copa América | Copa América                 | Copa América | Copa América     | Copa América   | Copa América | Copa América   | Copa América |
| Ročník       | Hostitel               |              | Finále                       | Finále       | Finále           |                | O 3. místo   | O 3. místo     | O 3. místo   |
| Ročník       | Hostitel               | Vítěz        | Skóre                        | 2. místo     | 3. místo         | Skóre          | 4. místo     |                |              |
| ------------ | ---------------------- | ------------ | ---------------------------- | ------------ | ---------------- | -------------- | ------------ | -------------- | ------------ |
| 1975 Detaily | bez pořadatele         | Peru         | 0 – 1 / 2 – 0 Play-off 1 – 0 | Kolumbie     | Brazílie Uruguay | n\a(2)         |              |                |              |
| 1979 Detaily | bez pořadatele         | Paraguay     | 3 – 0 / 0 – 1 Play-off 0 – 0 | Chile        | Brazílie Peru    | n/a(2)         |              |                |              |
| 1983 Detaily | bez pořadatele         | Uruguay      | 2 – 0 / 1 – 1                | Brazílie     | Paraguay Peru    | n/a(2)         |              |                |              |
| 1987 Detaily | Argentina              | Uruguay      | 1 – 0                        | Chile        | Kolumbie         | 2 – 1          | Argentina    |                |              |
| 1989 Detaily | Brazílie               | Brazílie     | 1 – 0                        | Uruguay      | Argentina        | 0 – 0          | Paraguay     |                |              |
| 1991 Detaily | Chile                  | Argentina    | 3 – 2                        | Brazílie     | Chile            | 1 – 1          | Kolumbie     |                |              |
| 1993 Detaily | Ekvádor                | Argentina    | 2 – 1                        | Mexiko       | Kolumbie         | 1 – 0          | Ekvádor      |                |              |
| 1995 Detaily | Uruguay                | Uruguay      | 1 – 1 5–3 pen.               | Brazílie     | Kolumbie         | 4 – 1          | USA          |                |              |
| 1997 Detaily | Bolívie                | Brazílie     | 3 – 1                        | Bolívie      | Mexiko           | 1 – 0          | Peru         |                |              |
| 1999 Detaily | Paraguay               | Brazílie     | 3 – 0                        | Uruguay      | Mexiko           | 2 – 1          | Chile        |                |              |
| 2001 Detaily | Kolumbie               | Kolumbie     | 1 – 0                        | Mexiko       | Honduras         | 2 – 2 5–4 pen. | Uruguay      |                |              |
| 2004 Detaily | Peru                   | Brazílie     | 2 – 2 4–2 pen.               | Argentina    | Uruguay          | 2 – 1          | Kolumbie     |                |              |
| 2007 Detaily | Venezuela              | Brazílie     | 3 – 0                        | Argentina    | Mexiko           | 3 – 1          | Uruguay      |                |              |
| 2011 Detaily | Argentina              | Uruguay      | 3 – 0                        | Paraguay     | Peru             | 4 – 1          | Venezuela    |                |              |
| 2015 Detaily | Chile                  | Chile        | 0 – 0 4–1 pen.               | Argentina    | Peru             | 2 – 0          | Paraguay     |                |              |
| 2016 Detaily | Spojené státy americké | Chile        | 0 – 0 4–2 pen.               | Argentina    | Kolumbie         | 1 – 0          | USA          |                |              |
| 2019 Detaily | Brazílie               |              | Brazílie                     | 3 – 1        | Peru             |                | Argentina    | 2 – 1          | Chile        |
| 2021 Detaily | Brazílie               |              | Argentina                    | 1 – 0        | Brazílie         |                | Kolumbie     | 3 – 2          | Peru         |
| 2024 Detaily | USA                    |              | Argentina                    | 0 – 0 1–0 PP | Kolumbie         |                | Uruguay      | 2 – 2 4–3 pen. | Kanada       |

(pozvané týmy jsou napsány kurzívou)

## Přehled dle medailí
| Pořadí | Země      | Zlatá medaile                                                                                       | Stříbrná medaile                                                                        | Bronzová medaile                                                | Celkem |
| ------ | --------- | --------------------------------------------------------------------------------------------------- | --------------------------------------------------------------------------------------- | --------------------------------------------------------------- | ------ |
| 1      | Argentina | 16 (1921, 1925, 1927, 1929, 1937, 1941, 1945, 1946, 1947, 1955, 1957, 1959, 1991, 1993, 2021, 2024) | 14 (1916, 1917, 1920, 1923, 1924, 1926, 1935, 1942, 1959, 1967, 2004, 2007, 2015, 2016) | 5 (1919, 1956, 1963, 1989, 2019)                                | 35     |
| 2      | Uruguay   | 15 (1916, 1917, 1920, 1923, 1924, 1926, 1935, 1942, 1956, 1959, 1967, 1983, 1987, 1995, 2011)       | 6 (1919, 1927, 1939, 1941, 1989, 1999)                                                  | 10 (1921, 1922, 1929, 1937, 1947, 1953, 1957, 1975, 2004, 2024) | 31     |
| 3      | Brazílie  | 9 (1919, 1922, 1949, 1989, 1997, 1999, 2004, 2007, 2019)                                            | 12 (1921, 1925, 1937, 1945, 1946, 1953, 1957, 1959, 1983, 1991, 1995, 2021 )            | 7 (1916, 1917, 1920, 1942, 1959, 1975, 1979)                    | 28     |
| 4      | Paraguay  | 2 (1953, 1979)                                                                                      | 6 (1922, 1929, 1947, 1949, 1963, 2011)                                                  | 7 (1923, 1924, 1925, 1939, 1946, 1959, 1983)                    | 15     |
| 5      | Chile     | 2 (2015, 2016)                                                                                      | 4 (1955, 1956, 1979, 1987)                                                              | 5 (1926, 1941, 1945, 1967, 1991)                                | 11     |
| 6      | Peru      | 2 (1939, 1975)                                                                                      | 1 (2019)                                                                                | 8 (1927, 1935, 1949, 1955, 1979, 1983, 2011, 2015)              | 11     |
| 7      | Kolumbie  | 1 (2001)                                                                                            | 2 (1975, 2024)                                                                          | 5 (1987, 1993, 1995, 2016, 2021)                                | 8      |
| 8      | Bolívie   | 1 (1963)                                                                                            | 1 (1997)                                                                                | –                                                               | 2      |
| 9      | Mexiko    | –                                                                                                   | 2 (1993, 2001)                                                                          | 3 (1997, 1999, 2007)                                            | 5      |
| 10     | Honduras  | –                                                                                                   | –                                                                                       | 1 (2001)                                                        | 1      |